# Tureč
Tureč (německy Turtsch) je zaniklá vesnice ve vojenském újezdu Hradiště v okrese Karlovy Vary. Nacházel se v Doupovských horách asi 5,5 kilometru západně od Mašťova v nadmořské výšce okolo 550 metrů.

## Název
Název vesnice vznikl přivlastňovací příponou z osobního jména Turek ve významu Turkův dvůr. V historických pramenech se objevuje ve tvarech: Turscha (1196), Tursche (1281), Thurcz (1352), Tureč (1542), k Turcži (1546), od Turczie (1590), Dürzsch (1619) nebo Turtsch (1626).

## Historie
První písemná zmínka o vesnici je z roku 1196. Ve třináctém století patřila Vratislavovi z Mašťova, který ji přenechal řádu německých rytířů z chomutovské komendy. Ti ji 1. ledna 1281 vyměnili se Smilem z Liběšic, který byl bratrem Chotěbora z Račic, za bližší pozemky mezi Spořicemi a Černovicemi. Ve čtrnáctém století patřil turečský statek s pozemky o rozloze dvaceti hektarů pražské kapitule Všech Svatých a vlastníkem zbývající části byl Petr Plik z Nejdku uváděný roku 1361 a později Jindřich Plik (1370–1418). V roce 1521 Jan Žďárský ze Žďáru prodal vesnici s dvorem a poprvé zmiňovanou tvrzí Volfovi ze Štampachu, ale před rokem 1554 se majitelem stal Mikuláš ze Širntyngu.
Když Mikuláš ze Širntyngu zemřel, rozdělili se v roce 1570 jeho synové o dědictví, a Tureč připadla Vojtěchovi, který ji odkázal svým bratrům Hanušovi a Volfovi. Jednomu z nich patřila Tureč, druhému Obrovice a společně se dělili o polovinu turečské tvrze. Jan Bartoloměj Širntyngar vlastnil celou tvrz, ale po bitvě na Bílé hoře mu byl roku 1623, kdy zemřel, zkonfiskován majetek, a téhož roku Tureč koupil císařský důstojník Gottfried Hübner. Hned o následujícího roku vesnici přenechal Baltazarovi Cicognimu, který ji v roce 1631 prodal Floriánu Jetřichovi Žďárskému ze Žďáru.
Někdy po třicetileté válce zdejší tvrz pravděpodobně beze stopy zanikla. Po válce ve vsi podle berní ruly žilo šestnáct sedláků, osm chalupníků a jeden poddaný bez pozemků. Hlavním zdrojem obživy býval chov dobytka a práce na polích. Vesnice patřila k blažimskému panství. Od roku 1659 pak Tureč s Obrovicemi tvořily samostatný statek v majetku Zuzany Smyslovské. Zuzanin syn vstoupil do karmelitánského kláštera na Malé Straně, a turečský statek proto byl v roce 1679 připojen k libědickému panství, u kterého zůstal až do roku 1808, kdy se obě vesnice staly součástí panství Mašťov.
Ve třicátých letech devatenáctého století ve vsi fungoval Hospodářský institut, který testoval vhodnost tzv. peruánských brambor pro české zemědělství. V následujícím desetiletí zahájil pěstební pokusy s cílem vyšlechtit nové odrůdy brambor, které by lépe odolávaly hnilobě, jež tehdy způsobovala významné ztráty ve výnosech a vedla k nedostatku potravin a růstu jejich cen. V polovině devatenáctého století zde byla farářem Karlem Fischerem založena zemědělská škola, která však po Fischerově odchodu na odpočinek zanikla. Adresář z roku 1914 v Turči uvádí dvoutřídní školu, spořitelnu, myslivnu, sedm velkých usedlostí, černínský hospodářský dvůr, dva hostince, dvě trafiky a obecní chudobinec.
Tureč částečně zanikl v důsledku zřízení vojenského újezdu ve druhé etapě rušení sídel. Vesnice byla vysídlena k 31. srpnu 1953, ale některé budovy (např. bývalá škola, fara, dolní hostinec nebo hospodářský dvůr) nebyly zbořeny.

## Přírodní poměry
Tureč stával v katastrálním území Žďár u Hradiště v okrese Karlovy Vary, asi 5,5 kilometru západně od Mašťova. Vesnice se nacházela se v nadmořské výšce téměř 460 metrů. Oblast se nachází ve východní části Doupovských hor, konkrétně v jejich okrsku Hradišťská hornatina. Půdní pokryv v širším okolí tvoří kambizem eutrofní.
V rámci Quittovy klasifikace podnebí Tureč stál v mírně teplé oblasti MT3, pro kterou jsou typické průměrné teploty −3 až −4 °C v lednu a 16–17 °C v červenci. Roční úhrn srážek dosahuje 600–750 milimetrů, počet letních dnů je 20–30, počet mrazových dnů se pohybuje od 130 do 160 a sněhová pokrývka zde leží 60–100 dnů v roce.

## Obyvatelstvo
Při sčítání lidu v roce 1921 zde žilo 258 obyvatel (z toho 117 mužů) německé národnosti a římskokatolického vyznání. Podle sčítání lidu z roku 1930 měla vesnice 256 se stejnou národnostní a náboženskou strukturou.
|           | 1869 | 1880 | 1890 | 1900 | 1910 | 1921 | 1930 | 1950 |
| --------- | ---- | ---- | ---- | ---- | ---- | ---- | ---- | ---- |
| Obyvatelé | 282  | 308  | 348  | 291  | 292  | 258  | 256  | 82   |
| Domy      | 46   | 49   | 50   | 50   | 50   | 51   | 51   | 38   |

## Obecní správa
Po zrušení patrimoniální správy se Tureč stal obcí, ke které v letech 1868–1923 patřily osady Sedlec a Obrovice. Obec zanikla až začleněním do vojenského újezdu.